# 3-as busz (Balatonfűzfő)
A balatonfűzfői 3-as jelzésű autóbusz egy helyi körjárat, ami a Fűzfőgyárteleptől a Közösségi házig, majd vissza a telepig közlekedik. A viszonylatot a Volánbusz üzemelteti.

## Megállóhelyei
| 0 | Fűzfőgyártelep, autóbusz-váróterem végállomás | 0 | 0.0 km | 2, 4, 5, 6 1513, 1564, 1592, 1593, 1740, 1742 5449, 7318, 7320, 7321, 7322, 7323, 7324, 7325, 7326, 7332, 7534, 7538, 7600, 7602, 7653, 7654, 7612, 7654, 8082 |
| 1 | Közösségi ház                                 | 4 | 1.5 km | 4, 5, 6 |
| 2 | Balatonfűzfői elágazás                        | 4 | 2.0 km | 2, 4, 5, 6 7320, 7321, 7322, 7323, 7324, 7325, 7326, 7332, 7543, 7600, 7602, 7653, 7654, 8082                                                                  |
| 3 | Fűzfőgyártelep, autóbusz-váróterem            | 6 | 3.0 km | 2, 4, 5, 6 1513, 1564, 1592, 1593, 1740, 1742 5449, 7318, 7320, 7321, 7322, 7323, 7324, 7325, 7326, 7332, 7534, 7538, 7600, 7602, 7612, 7653, 7654, 8082       |
| 4 | Fűzfőgyártelep, Irinyi János általános iskola | 7 | 3.6 km | 2, 4, 5, 6 |
| 5 | Fűzfőgyártelep, autóbusz-váróterem végállomás | 8 | 4.2 km | 2, 4, 5, 6 1513, 1564, 1592, 1593, 1740, 1742 5449, 7318, 7320, 7321, 7322, 7323, 7324, 7325, 7326, 7332, 7534, 7538, 7600, 7602, 7612, 7653, 7654, 8082       |